# 死重損失

価格の最高限度の義務付けによって生じた死重損失。生産者余剰は常に減少するが、しかし消費者余剰は減少するかもしれないし、またはしないかもしれない；しかしながら、生産者余剰の減少は、たとえあっても消費者余剰での、その減少よりも大きいに違いない。

死重損失は（その左側の）灰色の税収入の矩形、元の供給曲線、ならびに需要曲線によって形作られる三角形の領域である。それは時にはハーバーガーの三角形と呼ばれる。

死重損失（しじゅうそんしつ、英: deadweight loss）は、死荷重（しかじゅう）、超過負担（ちょうかふたん、英: excess burden）または配分非効率とも呼ばれ、資源配分の効率性の損失である。財やサービスについての均衡に達しない場合に生じうる。それは次のようなものによって引き起こされうる：
- 人為的不足（英語版）における独占価格付け
- 外部性
- 租税や補助金（英語版）
- 最低賃金のような価格の最低限度（英語版）や価格の最高限度（英語版）の義務付け